# Tony Pagliuca
Tony Pagliuca, nome d'arte di Antonio Pagliuca (Pescara, 1º ottobre 1946), è un musicista italiano.

## Biografia

### Gli inizi
Antonio Pagliuca è nato a Pescara il 1º ottobre 1946. Non aveva ancora due anni quando con la madre Silvia D'Isidoro raggiunse il papà Aldo che aveva trovato lavoro come autista ai Monopoli di Stato a Marghera. Nei primi anni sessanta impara da autodidatta a suonare la fisarmonica e l'organo elettronico, formando un gruppo chiamato Ciao Amici.
Tra il 1966 e il 1967 suona, insieme a Michi Dei Rossi, nel complesso beat Gli Hopopi e successivamente con I Delfini che hanno già all'attivo diverse uscite discografiche.

### Componente del gruppo Le Orme
Nel 1968 entra stabilmente come tastierista nel gruppo de Le Orme, giusto in tempo per l'affermazione al disco per l'estate 1968 con il gettonatissimo brano Senti l'estate che torna. Nello stesso anno incide Ad gloriam, considerato il manifesto della psichedelia italiana, in bilico tra sonorità beat e atmosfere rockeggianti d'oltre oceano. Nel 1969 Dave Baker sostituisce Michi alla batteria e incoraggia Tony a insistere sulla nuova formazione a trio ed è proprio Dave a far conoscere il gruppo inglese The Nice. Tony è più che convinto che la musica beat sia ormai al tramonto e che il nuovo pop sinfonico proveniente dall'Inghilterra sarà a breve un successo anche in Italia.
Parte per Londra e incontra Armando Gallo, giornalista e fotografo della rivista specializzata Ciao 2001, che lo introduce nell'ambiente della Londra post Beatles. Tornato a Venezia invita i compagni de Le Orme (Aldo Tagliapietra e Michi Dei Rossi) a sperimentare e sviluppare nuovi linguaggi musicali fino alla nascita di Collage con la produzione artistica di Gianpiero Reverberi, il disco che fa da apripista a tutto il rock progressivo italiano. Il successo di pubblico e di critica è unanime e nel giro di pochi mesi Le Orme, sotto contratto della multinazionale Philips, incidono il loro terzo album, Uomo di pezza, il cui singolo, Gioco di bimba, balza in cima alle classifiche della hit parade.
L'anno successivo è la volta di Felona e Sorona, una rock opera in cui si scontrano idealmente due pianeti opposti simboli del bene e del male, considerato da tutti gli esperti del settore come uno dei migliori dischi di musica progressiva. Questo concept-album viene stampato anche in inglese con la traduzione di Peter Hammill (VDGG) ed è seguito da una trionfale tournée in Inghilterra.
Nel 1974 Le Orme incidono Contrappunti, secondo alcuni la vetta compositiva del trio Pagliuca-Tagliapietra-Reverberi, e contemporaneamente immettono sul mercato il primo microsolco live della musica italiana: Le Orme in Concerto.
Tra il 1975 e il 1978 Le Orme si orientano verso sonorità rock di facile presa, conquistando più volte i vertici della classifica dei dischi più venduti (Amico di ieri, Canzone d’amore, Verità nascoste, Storia o leggenda, tutti registrati all'estero).
Gli anni settanta si concludono con un radicale cambio di rotta e nel pieno dell'esplosione disco-music: Pagliuca e compagni cambiano musica e registrano Florian in veste acustica e con strumenti classici anticipando così di un ventennio la moda unplugged di molti gruppi rock contemporanei.
Nel decennio successivo Le Orme tornano agli strumenti elettronici e alla forma canzone varcando i confini italiani della popolarità grazie alle partecipazioni ai Festival di Sanremo del 1982 e del 1987.

### Carriera solista
Negli anni novanta Pagliuca lascia Le Orme per intraprendere la carriera solista.
Incide dischi di natura avanguardistica prevalentemente strumentali, come Io chiedo (che contiene una canzone profetica sul disastro ecologico) del 1990, con alla voce in due brani Danilo Amerio, realizzato totalmente al computer. Nel 1993 la Freeland pubblica il CD Immagin'arie. Nel 1998 la San Paolo Audiovisivi commissiona a Tony la sua prima opera di musica sacra : La Messa di Natale del Giubileo 2000, che diventa anche il CD La notte della stella nel 1999.
Dal 2002 Tony Pagliuca torna all'attività concertistica, alternando le esibizioni soliste a collaborazioni con importanti artisti del mondo della musica progressive, oltre che del jazz e della sperimentazione musicale.
Il 2 settembre 2003 a Venezia in Campo Pisani, Tony è all'organo Hammond in una rielaborazione jazz di Pictures at an exhibition di Modest Mussorsgky, insieme al Massimo Donà Quintet (Massimo Donà, tromba; Francesco Bearzatti, sax; Lele Rodighiero, tastiera Kurzweil; Nicola Sorato, basso elettrico; Davide Ragazzoni, batteria). Sei i brani eseguiti e la registrazione del concerto viene resa disponibile, per alcuni giorni, per il download via internet.
Nella primavera 2004 Pagliuca riprende e trasforma il primo LP de Le Orme Collage in chiave jazz. Dal tour viene ricavato Re-Collage, Cd autoprodotto dal club "I Passi di Tony Pagliuca" e registrato il 16, 18 e 20 marzo 2004 a Rovigo, Bassano del Grappa e Udine. A Pagliuca alle tastiere (Hammond, Korg, generatore di frequenza Virmoog) si affianca il gruppo jazz Massimo Donà Quintet. Particolarmente importante è il contributo di David Jackson (sax tenore, sax soprano, flauto traverso, tin whistle) ex Van Der Graaf Generator.
Nel 2004 si esibisce in alcuni concerti con Marco Trentin al violoncello e il cantante poeta Elio Pecora e nell'estate di quell'anno compie una tournée nazionale con il gruppo new progressive Malaavia.
Il 28 dicembre suona con Lello Gnesutta al basso, Marco Campigotto, Patrizio Fariselli (ex Area) e Francesco Di Giacomo (Banco del Mutuo Soccorso) al Parco della Musica di Roma alla rassegna "50 anni di Rock in Italia".
Il 24 agosto 2005 suona a Pescara con Tolo Marton alla chitarra, Eddy de Fanti alla batteria e al vibrafono, Nicholas Myall al violino e alla chitarra, Marco Trentin al violoncello e al basso elettrico, Massimo Bellio al canto.
Il 22 settembre al Prog. Lab. di Lecco è la volta dell'esordio in duo, con Tony al pianoforte e David Jackson ai sassofoni.
Il 22 ottobre 2005 tiene un work-shop suonando con Chris Cutler (batteria, Henry Cow) e Hugh Hopper, (basso elettrico, Soft Machine) al convegno nella Facoltà di Musicologia dell'Università di Cremona: Le procedure compositive nei gruppi di progressive rock.
Nel 2006, per festeggiare i 40 anni di attività, Pagliuca si esibisce, il 25 maggio, al Prog. Fest di Lugagnano (Vr) assieme a David Jackson, Nic Potter (ambedue ex Van Der Graaf Generator) e Tolo Marton.
Nel 2010 Pagliuca autoproduce il suo primo lavoro eseguito esclusivamente al pianoforte, Apres midi, composto da 12 brani de Le Orme reinterpretati in chiave solistica al pianoforte. La registrazione dei brani è compiuta tra l'aprile 2007 e il febbraio 2010. Sempre nel 2010, il 5 novembre, a Roma, presso il Teatro Tendastrisce, Pagliuca partecipa a Prog Exhibition: 40 anni di musica immaginifica, suonando con Aldo Tagliapietra, Tolo Marton e David Cross, già membro dei King Crimson. Il gruppo era contrassegnato dal nome Once were Le Orme.
Nell'agosto del 2014 si esibisce con il Pagliuca Trio composto da Tony (organo Hammond e sintetizzatori) e dai figli Alberto (chitarre, basso e voce) ed Emanuele (batteria). 
Nel 2015 partecipa alla realizzazione del CD di Papa Francesco Wake Up Go Forward, scrivendo e registrando con Dino Doni sei brani.
Scrive e rappresenta l'opera teatrale Te la racconto io la storia, e mette in scena il libro In nome della madre di Erri De Luca.
Ha orchestrato Decine, il santo rosario in musica scritto in collaborazione con il maestro Vittore Ussardi.
Nel 2021 inizia a lavorare alla versione sinfonica di Felona & Sorona e registra a Padova il Preludio all'opera.
Nel 2021 la M.P. & Records pubblica il CD Rosa Mystica, prodotto da Tony Pagliuca e realizzato da Vannuccio Zanella.
Nel marzo 2022 Readaction Roma Editrice pubblica il libro autobiografico Le orme di Tony.
Nel gennaio 2024 la M.P. & Records pubblica l'edizione del trentennale di Immagin'arie, che torna sul mercato discografico rimasterizzato e con l'aggiunta di tre brani inediti.
Il 27 luglio è a Città del Messico per il concerto con la pianista Tatiana Carrer al Forum Cultural Coyocanense Hugo Arguelles 

## Discografia

### Con Le Orme
- 1969 – Ad gloriam (CAR Juke Box)
- 1970 – L'aurora delle Orme (CAR Juke Box)
- 1971 – Collage (Philips)
- 1972 – Uomo di pezza (Philips)
- 1973 – Felona e Sorona (Philips) - Pubblicato anche in inglese
- 1974 – In concerto (live; Philips)
- 1974 – Contrappunti (Philips)
- 1975 – Smogmagica (Philips)
- 1976 – Verità nascoste (Philips)
- 1977 – Storia o leggenda (Philips)
- 1979 – Florian (Philips)
- 1980 – Piccola rapsodia dell'ape (Philips)
- 1982 – Venerdì (Philips)
- 1990 – Orme (Philips)

### Come solista
- 1990 – Io chiedo (Philips)
- 1993 – Immagin'arie (Freeland; riedito con tre inediti nel 2024 da M.P. & Records)
- 1999 – La notte della stella (Edizioni San Paolo)
- 2003 – Demos a Marghera (Autoprodotto)
- 2004 – Re-Collage (Live - Autoprodotto)
- 2010 – Apres Midi (Autoprodotto)
- 2018 – Canzone d'amore (Azzurra Music)
- 2021 – Rosa Mystica (M.P. & Records)
- 2023 – Orme Friends (HI Qu Music)
- 2024 – Bienvenido a México, Julio 2024 (Sol & Deneb)

Come produttore artistico
- 1997 – Benedetto Dio nei suoi Santi di Carlo Recalcati (Edizioni San Paolo)
- 1999 – Vivere d'amore di Nora Macabasag (Edizioni San Paolo)

### Come ospite
- 2006 – Un gioco ardito, film di Francesco Leprino (Al Gransole)
- 2008 – Live in Italy di Nic Potter and Friends (Zomart Record)
- 2015 – Wake Up! (Believe Digital)
- 2016 – ArX AtLantis di Castello di Atlante (Aenima Recordings)
- 2018 – Discoteca Rock de I Camillas (Trovarobato)
- 2020 – Ars Metal Mentis di The Black (Black Widow)
- 2020 – Wyrd di Ellesmere (AMS)
- 2021 – Hourglass di Cary Heuchert (Oddiyo Records)